# Alessandro Pezzatini
Alessandro Pezzatini (Fiesole, 25 de agosto de 1957) es un atleta italiano especializado en marcha atlética.
Participó en la prueba de los 20 km marcha en los Juegos Olímpicos de Los Ángeles de 1984, finalizando en el puesto 28.
Obtuvo la medalla de Bronce en la Copa del Mundo de Marcha Atlética del año 1981 celebrada en la ciudad española de Valencia.

## Mejores marcas personales
| Mejores marcas personales | Mejores marcas personales | Mejores marcas personales | Mejores marcas personales |
| Distancia                 | Tiempo                    | Lugar                     | Fecha                     |
| ------------------------- | ------------------------- | ------------------------- | ------------------------- |
| 20 km                     | 1h:27:15                  | Helsinki, Finlandia       | 7 de agosto de 1983       |
| PC - Pista Cubierta       |                           |                           |                           |